# Utlämning
Utlämning innebär att en stat låter gripa en person och överlämna denne till en främmande stat. Utlämning sker enligt internationella mellanstatliga utlämningsavtal, bland annat då den utlämnade gjort sig skyldig till brott i det mottagande landet. 
Utlämning från Sverige beslutas av regeringen. Svenska medborgare kan inte utlämnas till länder utanför Norden och EU. De avtal Sverige har med länder utanför Norden och EU har också villkor om att dödsstraff inte får tillämpas.
Jämför avvisning, landsförvisning och utvisning.

## Europeiska unionen
Under 1990-talet antogs flera K.3-konventioner om utlämning mellan Europeiska unionens medlemsstater av personer som är dömda eller misstänkta för brott. 2002 antogs ett rambeslut om överlämnande mellan medlemsstaterna genom en europeisk arresteringsorder. Regelverket förenklar förfarandet för överlämning inom unionen.